# 메스헤티 튀르크인

과거 메스헤티 튀르크인들의 깃발

메스헤티 튀르크인(조지아어: თურქი მესხები 투르키 메스헤비, 튀르키예어: Ahıska Türkleri 아흐스카 튀르클레리[*]) 또는 메스헤티 무슬림(조지아어: მუსლიმი მესხები 무슬리미 메스헤비)은 오스만 제국 시대에 메스헤티(아할치헤)에 이주해 와서 살던 튀르크인들이다. 그들은 이오시프 스탈린에 의해 강제 추방되었는데, 1944년 11월 15~24일에 약 12만명의 인원이 가축차들에 실려 중앙아시아로 이주될 때에 1만명이 목숨을 잃었다. 그들은 카자흐스탄, 키르기스스탄, 우즈베키스탄의 접경 지대들에 정착했고, 오늘날 과거 소비에트 연방이었던 나라들에 분포되어 있다.
그들의 종교는 수니 무슬림이 압도적이지만, 그들 중 소수는 시아 무슬림이다. 메스헤티 튀르크인들은 튀르키예어의 방언을 사용한다. 메스헤티 튀르크인들의 인구 수는 카자흐스탄에 15만명, 아제르바이잔에 43,400명~ 또는 9만~11만명, 러시아에 7만~9만명, 키르기스스탄에 5만명, 튀르키예에 4만명, 우즈베키스탄에 만5천명, 우크라이나에 만명, 미국에 만3천명, 조지아에 천명 으로, 도합 약 40만명 또는 50만명에서 62만9천명으로 추산된다.

## 같이 보기
- 메스헤티

## 참고
- Meskhetian Turks: An Introduction to their History, Culture, and Resettelment Experiences, Aydıngun, Ay?egul; Harding, Ci?dem Balım; Hoover, Matthew; Kuznetsov, Igor; Swerdlow, Steve (2006). http://www.cal.org/ : Center for Applied Linguistics
- Council of Europe (2006). 《Documents: working papers, 2005 ordinary session (second part), 25-29 April 2005, Vol. 3: Documents 10407, 10449-10533》. Council of Europe. ISBN 9287157545.
- Robert Conquest, The Nation Killers: The Soviet Deportation of Nationalities (London: MacMillan, 1970) (ISBN 0-333-10575-3)
- S. Enders Wimbush and Ronald Wixman, "The Meskhetian Turks: A New Voice in Central Asia," Canadian Slavonic Papers 27, Nos. 2 and 3 (Summer and Fall, 1975): 320-340
- Alexander Nekrich, The Punished Peoples: The Deportation and Fate of Soviet Minorities at the End of the Second World War (New York: W. W. Norton, 1978) (ISBN 0-393-00068-0).
- Emma Kh. Panesh and L.B. Ermolov (Translated by Kevin Tuite). Meskhetians. World Culture Encyclopedia. Accessed on September 1, 2007.